# 可愛きょうこ
可愛 きょうこ（かわい きょうこ、1987年10月14日 - ）は、日本の元女優、元グラビアアイドル。岩手県出身。アーティストハウス・ピラミッドに所属していた。

## 来歴
- 2005年、高校2年時にグラビアアイドルとして活動開始。当時の所属事務所はザ・ワン。
- 2005年5月、高校3年時に初のイメージDVD「女子高生チャンネルVo1.1」をリリース。
- 2005年10月、13代目ミニスカポリスの一員としてGyaO「ミニスカポリス7ティ〜ン」[1][2][3]にレギュラー出演開始。
- 2005年12月、4枚目のイメージDVD「青春Teen Back」でTバック水着姿を披露した。

## 人物
- 趣味はアニメに精通（うる星やつら、ガンダムなど）。
- 特技はバドミントン、お祭りの射的。

## 出演

### 映画
- アキラNO.2[4]（2014年、エスピーオー）

### Vシネマ
- ひきこさん[5]（2008年、TMC）- 薫 ※主演

### TV
- OUT★PUT（2005年4月3日・4月10日、テレビ東京）
- 鈴木タイムラー（2005年5月22日、テレビ朝日）
- E娘!（2006年3月16日、TBS）
- MAG・ネット（2010年10月10日、NHK BS2）

### ネット配信
- ミニスカポリス7ティ〜ン（2005年10月1日～2006年8月、GyaO）13代目ミニスカポリス
- ホラーファン俱楽部（2014年、ニコニコ生放送 ）MC

### 舞台
- 新ホシノソバニ

### DVD
- 女子高生チャンネルVo1.1（スパークビジョン、2005年5月18日）
- 現役女子高生 放課後の秘密 4（スタジオアクト、2005年6月24日）
- Meet The Girl vol.3（BMGジャパン、2005年9月18日）他出演：貴咲美久、柚南みゆき
- 青春Teen Back（アクアハウス、2005年12月22日）
- 可愛きょうこと露天風呂でSEXY温泉デート（シーズファクトリー、2007年5月15日）
- kawaii（グラッソ、2010年10月29日）
- swinution（トリコ、2011年1月22日）
- Shake Hip（エスデジタル、2011年4月29日）

### 雑誌
- 週刊大衆 2010年12月27日号(表紙)
- 週刊アスキー 2010年11月30日号
- アサヒ芸能 2010年10月28日号
- アームズマガジン 2006年9月号（表紙）
- 週刊プレイボーイ 2005年11月15日号、2010年10月11日号、2011年3月21日号
- Sabra 2005年9月号
- FLASH EXCITING 2006年1月30日号
- 週刊ヤングサンデー 2005年12月8日号
- 週刊ヤングジャンプ 2005年9月1日号
- Bejean 2005年8月号、2010年11月号
- Beppin School 2006年2月号
- クリーム 2006年2月号
- スコラ 2005年12月号
- Kissui 2006年2月号
- ブレイクギャル 2006年3月号
- ダブルエックス 2010年12月号
- 特冊新鮮組DX 2011年4月号

## 音楽
- cry（宮崎寿々佳、可愛きょうこ名義） - 映画『うわこい』主題歌
- memory（可愛きょうこ、安倍香、新島亜祐弥名義） - 映画『ノ・ゾ・キ・ア・ナ』主題歌